# ادموند اندروس
ادموند اندروس (انگلیسی: Edmund Andros؛ ۶ دسامبر ۱۶۳۷ – ۲۴ فوریهٔ ۱۷۱۴) سیاست‌مدار اهل پادشاهی بریتانیای کبیر بود.